# John Hou Saeter
John Hou Sæter (chino: 侯永永; pinyin: Hóu Yǒngyǒng; Trondheim 13 de enero de 1998) también conocido como Hou Yongyong es un futbolista noruego-chino que juega como centrocampista en el Yunnan Yukun de la Superliga de China.

## Trayectoria
John Hou Sæter comenzó su carrera futbolística cuando ingresó en la cantera del Rosenborg en 2013. Debutó con el club el 24 de abril de 2014 en la victoria por 3-0 contra el Orkla FK en la Copa de Noruega 2014, convirtiéndose en el jugador más joven en debutar con el Rosenborg con 16 años y 101 días. Debutó en liga el 28 de septiembre de 2014 en la victoria por 3-0 contra el Aalesund, entrando como suplente en el minuto 81. Se convirtió en el jugador más joven en debutar en liga con el club con 16 años y 258 días.
En agosto de 2016, Hou Sæter firmó un nuevo contrato de dos años con el Rosenborg antes de ser cedido al Ranheim, de la 1. divisjon, hasta el final de la temporada 2016. En julio de 2017, Hou Sæter fue traspasada al Stabæk, también de la Eliteserien.

### Beijing Guoan
En enero de 2019, Hou Sæter obtuvo la nacionalidad china y fichó por el Beijing Guoan, club de la Superliga de China. Debutó con el club el 23 de febrero de 2019 en una derrota por 2-0 contra el Shanghái SIPG en la Supercopa de China 2019, entrando como suplente de Chi Zhongguo en el minuto 71. Esto convirtió a Hou Sæter en el primer jugador chino nacionalizado en las ligas profesionales de China. El 29 de mayo de 2019, Hou marcó su primer gol con el Guoan en la victoria por 3-1 en casa contra el Changchun Yatai en un partido de la quinta ronda de la Chinese FA Cup.
El 12 de agosto de 2020, Hou marcó su primer gol en la Superliga china en una victoria por 3-1 contra el Hebei China Fortune.
Hou Sæter dejó el club al final de la temporada 2022 y regresó al Ranheim, una vez finalizado su contrato con el Guoan.

### Yunnan Yukun
El 26 de enero de 2025, Hou Sæter regresó a la Superliga china al fichar por el recién ascendido Yunnan Yukun.

## Selección nacional

### Noruega
Hou Saeter fue internacional juvenil con Noruega, donde debutó en la categoría sub-15.

### China
El 3 de enero de 2025 fue convocado para unirse a la selección de fútbol de china y entrenar de cara a los partidos de clasificación para la Copa Mundial de la FIFA 2026.

## Vida personal
Nacido de padre noruego y madre china en Luoyang, Henan, el nombre chino de Hou Sæter es Hou Yongyong.
Cuando Hou Sæter tenía 10 años, participó en una competición internacional de fútbol organizada por el Manchester United. Fue elegido como uno de los 37 de un grupo de unos 20.000 participantes para asistir a la final en Mánchester. Quedó segundo en la competición y recibió un premio de manos de Bobby Charlton, sólo superado por un niño un año mayor que él.
Renunció a su pasaporte noruego en 2019 para recibir la nacionalidad china.
El 12 de febrero de 2025, la FIFA aprobó su cambio de asociación de Noruega a China.

## Palmarés
- Top goalscorer of the 2024 Norwegian First Division[14]

Rosenborg
- Tippeligaen: 2015
- Copa de Noruega: 2015